# Neri Corsini (1771-1845)
Neri Corsini (Roma, 23 novembre 1771 – Firenze, 25 ottobre 1845) è stato un diplomatico e politico italiano, primo ministro del Granducato di Toscana dal 1844 al 1845.

## Biografia
Figlio del principe Bartolomeo e di Maria Felice Colonna Barberini, e fratello minore di Tommaso, intraprese in giovane età la carriera diplomatica. Incaricato nel 1794 dal governo del Granducato toscano di riprendere le relazioni diplomatiche con la Francia repubblicana con François Cacault il ministro francese residente a Firenze, fu in seguito inviato in missione a Parigi.
Nella capitale francese, tra il 1812 e il 1814, per conto dell'Accademia della Crusca riuscì nella trattativa che portò al salvataggio della biblioteca Riccardiana, la cui collezione era stata messa all'asta e ceduta, nel 1813, e che verrà acquisita dal Comune di Firenze «specialmente per uso dell'Accademia della Crusca» e che la cedette due anni dopo allo Stato toscano.
Dopo la Restaurazione, fu ministro dell'Interno di Toscana, e inviato come plenipotenziario al congresso di Vienna ottenne la restituzione delle opere d'arte rubate dai francesi durante l'occupazione e il diritto di reversibilità del ducato di Lucca. Rappresentò il Granducato di Toscana anche al Congresso di Lubiana del 1821 e a quello di Verona del 1822.
Dopo la morte di Vittorio Fossombroni nel 1844, divenne presidente del Consiglio e ministro degli Esteri.